# 28987 Assafin
28987 Assafin è un asteroide della fascia principale. Scoperto nel 2001, presenta un'orbita caratterizzata da un semiasse maggiore pari a 2,229062 UA e da un'eccentricità di 0,118963, inclinata di 2,455020° rispetto all'eclittica.